# Up All Night (Beck)
Up All Night is een nummer van de Amerikaanse zanger Beck uit 2017. Het is de vierde single van zijn dertiende studioalbum Colors.
Een jaar voordat het nummer werd uitgebracht, was het al te horen in het videospel FIFA 17. "Up All Night" heeft een vrolijk en dansbaar geluid. Volgens muziektijdschrift Rolling Stone contrasteert de experimentele pop van het nummer met de country- en folkmuziek die Beck eerder maakte. Hoewel het nummer in Nederland geen hitlijsten bereikte, werd het er wel een radiohit. In Vlaanderen bereikte het wel hitlijsten, daar haalde het nummer de 4e positie in de Tipparade.